# Langkuifneushoornvogel
De langkuifneushoornvogel (Berenicornis comatus) is een neushoornvogel uit het monotypische geslacht Berenicornis. De vogel wordt nog vaak beschreven als Aceros comatus. De langkuifneushoornvogel komt voor in Indonesië, Maleisië, Myanmar en Thailand.

## Beschrijving
De langkuifneushoornvogel is 85 cm lang. Een zwart-witte neushoornvogel met relatief veel wit. Hij heeft een opvallende witte kuif en ook de kop, hals, borst en staart zijn wit; alleen de rug en de vleugels zijn grotendeels zwart, waarbij de vleugels weer een witte achterrand hebben. De snavel is bleekwit, groot en krom, maar heeft geen opvallende "hoorn". Bij het mannetje is de snavel naar de punt toe lopend donker gekleurd. Het is een van de zeldzaamste neushoornvogels, die een nogal verborgen leefwijze leidt.

## Leefwijze
Meer dan bij andere soorten neushoornvogels (die vaak vruchteneters zijn) foerageert de langkuifneushoornvogel op grote insecten en kleine gewervelde dieren.

## Verspreiding en leefgebied
De langkuifneushoornvogel komt voor in Zuid-Tenasserim, Zuidwest-Thailand, het schiereiland Malakka, Sarawak, Brunei, Sabah, Kalimantan en Sumatra. Het is een uitgesproken bosbewoner van groenblijvend tropisch loofbos tot 600 m boven de zeespiegel; de vogel wordt ook wel hoger, tot op 1600 m waargenomen. Hij houdt zich bij voorkeur op in dichtbegroeide delen van het bos zoals langs rivieren.
Op Borneo komt de langkuifneushoornvogel vooral nog voor in natuurreservaten zoals Sepilok. In Kalimantan is de vogel uiterst schaars.

## Status
Omdat op grote schaal oerwoud verloren gaat door omzetting in oliepalmplantages, maar ook door illegale kap in formeel beschermde gebieden en (in 1997-1998 in Kalimantan) grote bosbranden, gaat deze vogel in aantal hard achteruit. Tot 2017 stond de vogel als "gevoelig" op de internationale rode lijst en sinds 2018 als "bedreigd".